# Balvicar (cráter)
Balvicar es un cráter de impacto del planeta Marte situado al noreste del cráter Montevallo, a 16.4° norte y 53.3º oeste. El impacto causó un boquete de 20.5 kilómetros de diámetro. El nombre fue aprobado en 1988 por la Unión Astronómica Internacional, haciendo referencia a la ciudad homónima de Escocia.